# Associazione Calcio Pavia 2002-2003
Questa voce raccoglie le informazioni riguardanti l'Associazione Calcio Pavia nelle competizioni ufficiali della stagione 2002-2003.

## Stagione
Nella stagione 2002-2003 nel girone A della Serie C2 il Pavia parte in veste di grande favorito. Affidato per il quinto anno consecutivo a Marco Torresani va oltre le aspettative della vigilia, mostrando una superiorità schiacciante, che gli permette di conquistare a suon di primati, la seconda promozione nell'arco di tre stagioni. La famiglia Calisti ed il team manager Aldo Riccardi varano una squadra da record, vince il campionato con dieci punti sulla seconda il Novara, con il maggior numero di gare vinte 20, 9 delle quali in trasferta, con il maggior numero di reti segnate 56. Pur distanziato di dieci lunghezze, il Novara che aveva chiuso in testa il girone di andata, è riuscito a mantenere il secondo posto, che gli ha permesso di vincere i playoff e salire in Serie C1. Il miglior realizzatore pavese di questa memorabile stagione è Omar Nordi, con 15 centri. Male invece gli azzurri pavesi nella Coppa Italia di Serie C dove il Pavia nel girone B di qualificazione, vince una sola partita, tra l'altro a tavolino, contro l'Alessandria, nel girone che ha promosso ai sedicesimi la Valenzana.

## Organigramma societario
Area direttiva
- Amministratore unico: Secondino Calisti
- Vice presidente: Bruno Boerci
- Direttore generale: Armando Calisti
- Team manager: Aldo Riccardi

Area tecnica
- Allenatore: Marco Torresani
- Preparatore atletico: prof. Arturo Gerosa
- Medico sociale: dott. Claudio Lisi
- Massaggiatore: Dario Setti

## Rosa
| N. |                    | Ruolo | Calciatore            |
| -- | ------------------ | ----- | --------------------- |
|    | Italia (bandiera)  | C     | Matteo Ambrosoni      |
|    | Italia (bandiera)  | D     | Riccardo Bottarelli   |
|    | Italia (bandiera)  | A     | Angelo Buglio         |
|    | Italia (bandiera)  | C     | Francesco Cardamone   |
|    | Italia (bandiera)  | D     | Rocco Crippa          |
|    | Italia (bandiera)  | D     | Luciano Dondo         |
|    | Italia (bandiera)  | C     | Alessandro Gambadori  |
|    | Italia (bandiera)  | D     | Mavillo Gheller       |
|    | Brasile (bandiera) | A     | Joelson               |
|    | Italia (bandiera)  | A     | José Maria La Cagnina |
|    | Italia (bandiera)  | D     | Lorenzo Liverani      |
|    | Italia (bandiera)  | P     | Cristian Mandrelli    |

| N. |                   | Ruolo | Calciatore          |
| -- | ----------------- | ----- | ------------------- |
|    | Italia (bandiera) | P     | Andrea Monguzzi     |
|    | Italia (bandiera) | A     | Omar Nordi          |
|    | Italia (bandiera) | C     | Alessandro Parente  |
|    | Italia (bandiera) | A     | Massimo Pierotti    |
|    | Italia (bandiera) | C     | Alessandro Piovesan |
|    | Italia (bandiera) | D     | Aldo Preite         |
|    | Italia (bandiera) | A     | Mario Rossini       |
|    | Italia (bandiera) | D     | Simone Sanavio      |
|    | Italia (bandiera) | C     | Nicola Stocco       |
|    | Italia (bandiera) | C     | Stefano Todeschini  |
|    | Italia (bandiera) | D     | Moreno Zocchi       |

## Risultati

### Campionato

#### Girone di andata
| Arbitro: | Castagneri (Torino) |

|                |           |           |
| La Cagnina 34’ | Marcatori | 41’ Chiti |

| Arbitro: | Ongaro (Rovigo) |

|  |           |                                       |
|  | Marcatori | 18’ Gheller 21’ Cardamone 64’ Joelson |

| Arbitro: | Landolfo (Frattamaggiore) |

|                                     |           |                           |
| La Cagnina 34’ Ambrosoni 82’ (rig.) | Marcatori | 25’ Pagani 38’ Cancellato |

| Arbitro: | Guerriero (Catanzaro) |

|          |           |                                                   |
| Cosa 83’ | Marcatori | 1’, 45’ La Cagnina 32’ Ambrosoni 35’, 88’ Rossini |

| Arbitro: | Gava (Conegliano) |

|            |           |  |
| Caridi 16’ | Marcatori |  |

| Arbitro: | Padovan (Conegliano) |

|            |           |  |
| Caridi 16’ | Marcatori |  |

| Arbitro: | Di Fiore (Aosta) |

|  |           |                |
|  | Marcatori | 89’ La Cagnina |

| Arbitro: | Iannone (Napoli) |

|                            |           |  |
| Joelson 28’ La Cagnina 58’ | Marcatori |  |

| Pordenone 27 ottobre 2002 9ª giornata | Pordenone             | 0 – 0 | Pavia | Stadio Ottavio Bottecchia\| Arbitro: \| Sacco (Civitavecchia) \| |
| Arbitro:                              | Sacco (Civitavecchia) |       |       |                                                                  |

| Arbitro: | Pierpaoli (Firenze) |

|                       |           |  |
| Joelson 45’ Nordi 59’ | Marcatori |  |

| Arbitro: | Di Fiore (Aosta) |

|                                    |           |  |
| Zocchi 42’ Ambrosoni 49’ Nordi 62’ | Marcatori |  |

| Arbitro: | Giachero (Pinerolo) |

|                      |           |                      |
| Noselli 90+3’ (rig.) | Marcatori | 52’ (rig.) Ambrosoni |

| Arbitro: | Nicoletti (Macerata) |

|           |           |            |
| Nordi 47’ | Marcatori | 30’ Brizzi |

| Arbitro: | Ciampi (Roma) |

|            |           |                               |
| Lauria 43’ | Marcatori | 73’ La Cagnina 90+4’ Pierotti |

| Arbitro: | Zanzi (Lugo di Romagna) |

|                                |           |                   |
| Nordi 3’, 28’ La Cagnina 90+2’ | Marcatori | 72’ (rig.) Maiolo |

| Arbitro: | Lena (Ciampino) |

|               |           |                         |
| Luciani 90+2’ | Marcatori | 10’ Ambrosoni 26’ Nordi |

| Arbitro: | D'Aguanno (Marsala) |

|             |           |             |
| Sanavio 88’ | Marcatori | 69’ Colussi |

#### Girone di ritorno
| Arbitro: | Damato (Barletta) |

|  |           |                      |
|  | Marcatori | 77’ (aut.) Malatesta |

| Arbitro: | Ciancaleoni (Foligno) |

|                |           |  |
| La Cagnina 88’ | Marcatori |  |

| Arbitro: | Giordano (Caltanissetta) |

|                |           |           |
| Sinigaglia 53’ | Marcatori | 16’ Nordi |

| Arbitro: | Caristia (Siracusa) |

|           |           |  |
| Nordi 78’ | Marcatori |  |

| Arbitro: | Zanzi (Lugo di Romagna) |

|                         |           |            |
| Cardamone 24’ Nordi 58’ | Marcatori | 87’ Pupita |

| Arbitro: | Ciampi (Roma) |

|                                 |           |  |
| Montrone 54’ Sanavio 56’ (aut.) | Marcatori |  |

| Arbitro: | Giglioni (Siena) |

|                            |           |  |
| Buglio 61’ Ambrosoni 90+3’ | Marcatori |  |

| Arbitro: | Herberg (Messina) |

|              |           |                         |
| Quadrini 70’ | Marcatori | 50’ Nordi 65’ Ambrosoni |

| Arbitro: | Tonin (Piombino) |

|                                    |           |              |
| La Cagnina 1’ Stocco 25’ Nordi 51’ | Marcatori | 75’ Pedriali |

| Arbitro: | Celi (Bari) |

|           |           |             |
| Abate 48’ | Marcatori | 87’ Joelson |

| Arbitro: | Vicinanza (Albenga) |

|                         |           |                                          |
| Andorno 17’ A. Comi 22’ | Marcatori | 39’, 79’ Nordi 58’ Ambrosoni 60’ Gheller |

| Arbitro: | Velotto (Grosseto) |

|             |           |  |
| Gheller 26’ | Marcatori |  |

| Arbitro: | Tagliavento (Terni) |

|            |           |             |
| Cioffi 85’ | Marcatori | 64’ Joelson |

| Arbitro: | Sacco (Civitavecchia) |

|           |           |            |
| Dondo 90’ | Marcatori | 83’ Lauria |

| Arbitro: | Nicoletti (Macerata) |

|                            |           |           |
| Maiolo 40’, 81’ Melosi 56’ | Marcatori | 21’ Nordi |

| Arbitro: | Mariuzzo (Venezia) |

|  |           |             |
|  | Marcatori | 89’ Petrone |

| Arbitro: | Marzaloni (Rimini) |

|           |           |                                     |
| Pento 27’ | Marcatori | 25’ Parente 37’ Nordi 86’ Ambrosoni |

### Coppa Italia di Serie C

#### Girone B
| 18 agosto 2002 1ª giornata |  | – Turno di riposo Pavia |  |  |

| Arbitro: | Liberti (Genova) |

|               |           |                   |
| Ambrosoni 21’ | Marcatori | 41’, 71’ Quadrini |

| Arbitro: | Bo (Genova) |

|                                   |           |                      |
| Bacci 30’ Sala 55’ Farabegoli 75’ | Marcatori | 27’ (rig.) Ambrosoni |

| Arbitro: | Di Fiore (Aosta) |

|             |           |                    |
| Joelson 33’ | Marcatori | 30’ (rig.) Murgita |

| Arbitro: | Cigalotti (Milano) |

|                  |           |  |
| Fava Passaro 73’ | Marcatori |  |